# Twin Engine
Twin Engine Inc. (株式会社ツインエンジン, Kabushiki gaisha Tsuin Enjin) est une société de production et de planification d'animation japonaise, située à Shinjuku dans la préfecture de Tokyo, au Japon, fondée le 1er octobre 2014 par l'ancien rédacteur en chef du noitaminA de Fuji TV, Kōji Yamamoto.

## Histoire
En septembre 2014, Kōji Yamamoto a quitté Fuji TV après 14 ans de travail dans la société et 10 ans en tant que rédacteur en chef du programme nocturne d'anime noitaminA. Un mois plus tard, il a créé Twin Engine pour travailler dans la planification et la production d'anime et pour agir également comme un réseau de studios d'animation, à travers des partenariats et les studio dont la société est propriétaire.
Fin septembre 2015, le studio Manglobe qui devait produire Genocidal Organ a fait faillite. Afin de poursuivre la production incomplète de l'œuvre, Geno Studio a été créé le 19 novembre avec l'ancien personnel de Manglobe.
En 2016, Twin Engine s'est doté d'un département d'animation numérique, nommé « Twin Engine Digital Animation Studio », qui agit principalement en tant que studio de sous-traitance. Le 1er avril 2016, la société a créé le studio d'animation Revoroot ; le 7 avril, Twin Engine a également formé Relation Inc. une société qui s'occupe principalement de la promotion d'anime, en collaboration avec Culture et EXZEAL.
Outre Geno Studio, Revoroot et Studio Colorido, qui sont des filiales de Twin Engine, d'autres studios ont également établi un partenariat avec la société, tels que Science SARU et Wit Studio. Lay-duce a également intégré le groupe de Twin Engine.
Depuis sa création, Twin Engine a principalement travaillé avec Fuji TV avec sa case horaire noitaminA en raison de la relation précédente de Yamamoto avec la société, mais depuis 2018, les productions Twin Engine ne sont pas exclusives au programme et ont commencé à faire partie d'autres chaînes télévisées.
Fin avril 2020, Twin Engine forme un nouveau studio appelé EOTA (Engine of the Animation), qui est composée de producteurs et créateurs venant d'autres sociétés du groupe tels que Studio Colorido, Geno Studio, Lay-duce, Peakys, daisy, Filmony et team Yamahitsuji. Il a pour but de permettre ces studios à mettre en commun leurs ressources et de travailler ensemble afin de produire du contenu en vue d'une distribution mondiale, et de continuer à produire des œuvres dans des circonstances flexibles.

## Productions

### Séries télévisées
| Année | Titre                                | Dates de 1re diffusion | Dates de 1re diffusion | Nb. éps. | Notes                                        |
| Année | Titre                                | Début                  | Fin                    | Nb. éps. | Notes                                        |
| ----- | ------------------------------------ | ---------------------- | ---------------------- | -------- | -------------------------------------------- |
| 2016  | Kabaneri of the Iron Fortress        | 8 avril 2016           | 1er juillet 2016       | 12       | Production de Wit Studio.                    |
| 2016  | Battery                              | 15 juillet 2016        | 23 septembre 2016      | 11       | Production de Zero-G.                        |
| 2017  | Kuzu no honkai                       | 13 janvier 2017        | 31 mars 2017           | 12       | Production de Lerche.                        |
| 2017  | Dive!!                               | 6 juillet 2017         | 21 septembre 2017      | 12       | Coopération de production pour Zero-G.       |
| 2018  | Kokkoku                              | 8 janvier 2018         | 26 mars 2018           | 12       | Production pour Geno Studio.                 |
| 2018  | Golden Kamui                         | 9 avril 2018           | 24 décembre 2018       | 24       | Production pour Geno Studio.                 |
| 2018  | Karakuri Circus                      | 11 octobre 2018        | 27 juin 2019           | 12       | Production pour Studio VOLN.                 |
| 2019  | Dororo                               | 7 janvier 2019         | 24 juin 2019           | 24       | Production pour MAPPA et Tezuka Productions. |
| 2019  | Vinland Saga                         | 8 juillet 2019         | 30 décembre 2019       | 24       | Production de Wit Studio.                    |
| 2019  | Babylon                              | 7 octobre 2019         | 29 janvier 2020        | 12       | Production pour Revoroot.                    |
| 2020  | Pet (ja)                             | 6 janvier 2020         | 30 mars 2020           | 13       | Production pour Geno Studio.                 |
| 2020  | Golden Kamui (saison 3)              | 5 octobre 2020         | 21 décembre 2020       | 12       | Production pour Geno Studio.                 |
| 2021  | I★CHU: Halfway Through The Idol (ja) | 6 janvier 2021         | 24 mars 2021           | 12       | Production pour Lay-duce.                    |
| 2023  | Vinland Saga (saison 2)              | 10 janvier 2023        | en cours               | 24       | Production pour MAPPA .                      |

### Films d'animation
| Année | Titre                                 | Date de sortie   | Notes                                             |
| ----- | ------------------------------------- | ---------------- | ------------------------------------------------- |
| 2015  | Le Typhon de Noruda                   | 5 juin 2015      | Planification et production pour Studio Colorido. |
| 2015  | Shisha no teikoku                     | 2 octobre 2015   | Production de Wit Studio.                         |
| 2015  | Harmony                               | 13 novembre 2015 | Production de Studio 4°C.                         |
| 2017  | Genocidal Organ                       | 3 février 2017   | Production de Geno Studio.                        |
| 2017  | Yoru wa mijikashi aruke yo otome (ja) | 7 avril 2017     | Planification et coopération pour Science SARU.   |
| 2017  | Lou et l'Île aux sirènes              | 19 mai 2017      | Planification et coopération pour Science SARU.   |
| 2019  | Ride Your Wave                        | 21 juin 2019     | Planification et coopération pour Science SARU.   |
| 2020  | Loin de moi, près de toi              | 18 juin 2020     | Planification pour Studio Colorido.               |
| 2020  | Burn the Witch                        | 2 octobre 2020   | Production de team Yamahitsu et Studio Colorido.  |
| 2024  | Mon oni à moi                         | 24 mai 2024      | Production de Studio Colorido.                    |